# I Vow to Thee, My Country
I Vow to Thee, My Country (englisch Ich gelobe dir, mein Heimatland) ist ein Gedicht von Sir Cecil Spring-Rice, das Anfang 1918 seine heutige Form erhielt. Die Vertonung erfolgte 1921 durch Gustav Holst mit einer Melodie, die er dem „Jupiter-Satz“ seiner Suite Die Planeten entlehnt hatte. Seitdem ist I Vow to Thee, My Country sowohl ein patriotisches britisches Lied als auch eine Hymne in der Gemeinschaft der anglikanischen Kirchen.

## Geschichte
Eine erste Version des Gedichtes entstand 1912 (nach anderen Quellen 1908) unter dem Titel Urbs Dei, als Spring-Rice britischer Botschafter in Schweden war. Der Dichter hört darin den Ruf des Vaterlandes von jenseits der See und bedient sich der traditionellen Allegorie von „Britannia“ als gerüstete Frau. Der Tod auf dem Schlachtfeld und die Opferbereitschaft des Dichters sind die abschließenden Themen.
| I heard my country calling, away across the sea, Across the waste of waters she calls and calls to me. Her sword is girded at her side, her helmet on her head, And round her feet are lying the dying and the dead. I hear the noise of battle, the thunder of her guns, I haste to thee my mother, a son among thy sons. | Ich hörte meine Heimat rufen von weit über’m Meer, Über die Wasserwüste hinweg ruft und ruft sie mich. An ihrer Seite hängt das Schwert, ihren Helm trägt sie auf dem Kopf, Und um ihre Füße liegen die Sterbenden und Toten. Ich höre den Schlachtenlärm und den Donner ihrer Kanonen, Ich eile an deine Seite, meine Mutter, als einer deiner Söhne. |

Spring-Rice trat 1913 einen Posten als Botschafter in Washington, D.C. an. Er kam darüber mit William Jennings Bryan in Kontakt, der von 1913 bis 1915 Außenminister der Vereinigten Staaten war. Bryan war ein christlicher Politiker, der sich im Ersten Weltkrieg gegen den Kriegseintritt der USA gestellt hatte und für friedliche Konfliktlösung eingetreten war. Als Spring-Rice Washington 1917 verließ, schenkte Bryan ihm einen Sammelband seiner Reden. Dies regte Spring-Rice zu einer Umdichtung unter dem Titel Die beiden Vaterländer an.
Das Thema des Lebensopfers für das Vaterland in der ersten Strophe wird seitdem ohne Blut und Schlachtenlärm in zarteren Tönen angesprochen. Vor allem tritt in der zweiten Strophe das „himmlische Vaterland“ hinzu. Beiden Vaterländern gilt die Loyalität des Christen, doch das himmlische Vaterland wächst in den Seelen auf den Wegen des Friedens. Der kriegerische Ruf zu den Waffen in der ersten Version wurde in eine Aufforderung zum Frieden gewendet. Erst in dieser Fassung erhält das Gedicht einen Bezug auf die „Urbs Dei“ im Titel, die Gottesstadt, die in der früheren Version ohne Bezug zum Inhalt bloß ein pathetisches Motto für das Vaterland war. Damit reflektiert die zweite Version die Tradition christlichen Denkens, die auf das Werk des  Augustinus von Hippo De civitate Dei zurückgeht. Dort wird dem irdischen Reich das himmlische Reich gegenübergestellt. Das wahre Vaterland des Christen ist demnach nicht von dieser Welt. Spring-Rices Gedicht balanciert die doppelte Loyalitätspflicht des Christen gegenüber der Nation und gegenüber Gott, ohne eine Priorität auszusprechen, doch erhält der Glaube das letzte Wort. Im Schlusswort „peace“ (Frieden) wird die christliche Botschaft betont.
| Original | Übersetzung |
| --- | --- |
| 1. I vow to thee, my country, all earthly things above, Entire and whole and perfect, the service of my love, The love that asks no question, the love that stands the test, That lays upon the altar the dearest and the best. The love that never falters, the love that pays the price, The love that makes undaunted the final sacrifice. 2. And there’s another country, I’ve heard of long ago, Most dear to them that love her, most great to them that know; We may not count her armies, we may not see her King; Her fortress is a faithful heart, her pride is suffering; And soul by soul and silently her shining bounds increase, And her ways are ways of gentleness and all her paths are peace. | 1. Ich gelobe dir, mein Land, über alle irdischen Dinge, Vollständig und ganz und perfekt, den Dienst meiner Liebe, der Liebe, die keine Fragen stellt, der Liebe, die die Prüfung besteht, Die auf den Altar das Liebste und das Beste legt. Der Liebe, die niemals wankt, der Liebe, die den Preis bezahlt, Der Liebe, die unerschrocken das letzte Opfer gibt. 2. Und es gibt ein anderes Land, von dem ich vor langer Zeit gehört habe, Am teuersten denen, die es lieben, am großartigsten denen, die es kennen; Wir mögen seine Armeen nicht zählen können, wir mögen seinen König nicht sehen; Seine Festung ist ein frommes Herz, sein Stolz Leiden; Und Seele um Seele und still wachsen seine leuchtenden Grenzen, Und seine Wege sind Wege der Sanftheit und alle seine Wege sind Frieden. |

## Vertonung
Das Gedicht wurde dem Komponisten Ralph Vaughan Williams mit der Bitte um eine Vertonung gegeben, dieser reichte es an Gustav Holst weiter. Für die Vertonung bediente dieser sich einer Melodie aus Die Planeten. Die Veröffentlichung erfolgte 1921 und 1925 wurde I Vow to Thee, My Country in das Hymnenbuch Songs of Praise der anglikanischen Kirche aufgenommen. Es wurde in kurzer Zeit populär und wird außerhalb klerikaler Kontexte vor allem bei Zeremonien für Gefallene der Weltkriege gespielt und gesungen.

## Verbreitung
Das vertonte Gedicht ist bis heute ein weit verbreitetes patriotisches Lied, das in den Gesangbüchern von Schulen und Traditions-Universitäten im Commonwealth of Nations seinen festen Platz hat. Es wird zu Staatsakten und zum Remembrance Day aufgeführt Zudem ist es ein Hymnus in den anglikanischen Kirchen. In Filmen, Serien und sogar in Computerspielen wie Victoria 3 oder Civilization V ist es als britische Erkennungsmelodie zu hören.
Die ursprüngliche Version des Gedichts wurde gelegentlich als zweite Strophe verwendet, ist aber heute nach allgemeiner Auffassung nicht mehr zeitgemäß und wird darum nicht mehr gesungen. Die BBC ist ebenfalls dazu übergegangen, die zweite Strophe nicht mehr singen zu lassen.